# Andrea Aloi
Andrea Battista Aloi (Torino, 30 novembre 1950) è un giornalista e scrittore italiano.

## Biografia
Laureato in Scienze politiche all'Università degli Studi di Torino, ha iniziato nel 1976 lavorando per l'Unità alle pagine delle Province, degli Interni e degli Spettacoli, successivamente è diventato responsabile delle pagine culturali e dei libri, insieme a Ferdinando Adornato. Nell'89, con Michele Serra e Piergiorgio Paterlini, ha fondato la rivista satirica "Cuore", uscita prima come inserto dell'Unità quindi autonomamente dal '91. Di "Cuore" Aloi è stato l'ultimo direttore fino alla chiusura, nel novembre del 1996, e all'esperienza del "settimanale di resistenza umana" (suo il sottotitolo della rivista) ha dedicato il saggio "La vera storia di Cuore", pubblicato da MicroMega (n.2, anno 1997, Editrice Periodici Culturali).
Nel marzo del '97 è diventato caporedattore di "Boxer", inserto satirico del Manifesto diretto da Vauro e nel maggio dello stesso anno è passato al settimanale Guerin Sportivo, di cui è stato poi direttore per cinque anni e mezzo, dal luglio 2002 al dicembre 2007.  
Ha collaborato con Il Misfatto, l'inserto satirico del Fatto Quotidiano. Scrive su foglieviaggi.cloud e  sul sito Strisciarossa.it.
Ha scritto diversi libri di argomento sportivo: Meteore, Meteore 2, Meteore 3 (2002, Libri di Sport), Do di piede (2001, Editori Riuniti), La Promessa (2011, Promo Music) e Fuori le palle, confessioni di un maniaco del calcio (2014, Goalbook Edizioni). I primi tre sono libri che narrano di giocatori che hanno appena assaggiato la Serie A. Do di piede (Premio Sporterme 2001, Premio Selezione Bancarella Sport 2002 e secondo classificato al Premio Coni per la saggistica 2002 è un mix di descrizioni calcistico-letterarie su 37 azioni particolari del mondo del calcio, come lo ha definito l'autore, Trentasette atti unici contro il calcio moderno. La Promessa (con DVD documentario diretto dal figlio Giovanni Aloi) racconta la storia di Paolo Pizzirani, un giovane calciatore d'immenso talento, morto per overdose di eroina negli anni ottanta. Fuori le palle è un viaggio nel mondo del football di ieri e di oggi tra satira, tecnica e memoria. 
Sempre in ambito calcistico, ha scritto le voci "Charles", "Inzaghi & Inzaghi", "Juve anni '70" e "Satira" nel Dizionario del Calcio Italiano (Baldini & Castoldi, 2000). È coautore col disegnatore Stefano Frosini delle storie satiriche a fumetti dedicate a famosi personaggi del calcio italiano, da Moratti a Cassano, uscite su Linus nell'autunno del '99.
Sono invece dedicati all'attualità politico-sociale i ritratti satirici di La finestra sul porcile, sottotitolo Cinquanta atti unici contro l'Italia moderna (2011, Aliberti). Mentre nel 2013 ha pubblicato con l'editrice Genesi la raccolta di poesie Tigri di carta e nel 2016 Torino nuda e cruda  (Il Pennino), un "romanzo di de-formazione" tra autobiografia e memoir. È stato tra i curatori di due antologie, Cuor da Cuore (Feltrinelli, 1990) e Non avrai altro Cuore all'infuori di me (2008, Rizzoli).

## Riferimenti bibliografici
- Tempi supplementari di Darwin Pastorin (2002, Feltrinelli), pagg. 128-129.
- Campioni di parole: letteratura e sport di Giorgio Bàrberi Squarotti (2005, Rubbettino), pag. 249 e nota, pagg. 259-260 e nota.
- Quaderni dell'Arcimatto. Studi e testimonianze per Gianni Brera (2012, Fuorionda), pag. 15.
- Il tempo sperperato. Nel ricordo di Gianni Brera (2013, Fondazione Maria Corti-Università degli studi di Pavia), pag. 240.
- Annuario dei giornalisti italiani 2012, p. 137.